# Union nationale des caisses d'assurance maladie
Ne doit pas être confondu avec Union des caisses nationales de Sécurité sociale.
L'union nationale des caisses d'assurance maladie (UNCAM) est une instance française qui regroupe les deux principaux régimes d'assurance maladie : le régime général d'assurance maladie (dont font partie les indépendants depuis 2020) et le régime agricole.

## Historique
Les unions régionales des caisses d’assurance maladie sont créées par l’ordonnance du 24 avril 1996 dite « Ordonnance Juppé ».
La loi du 13 août 2004 relative à l’assurance maladie crée l’union nationale des caisses d'assurance maladie et modifie le fonctionnement des URCAM. Une URCAM a été créée dans chaque région, associant les trois grands régimes obligatoires. Dans les DOM,les CGSS ont reçu les compétences des URCAM. 
Depuis la loi du 21 juillet 2009 portant réforme de l'hôpital et relative aux patients, à la santé et aux territoires, les URCAM sont dissoutes, et leurs missions et moyens sont transférés aux agences régionales de santé (ARS).

## Missions
L'union nationale des caisses d'assurance maladie a pour rôle, dans le respect des objectifs de la politique de santé et des plans et programmes de santé qui en résultent ainsi que des objectifs fixés par les lois de financement de la sécurité sociale :
- de négocier et signer l'accord-cadre, les conventions, leurs avenants et annexes et les accords et contrats régissant les relations avec les professions de santé, les centres de santé et les établissements thermaux ;
- de prendre les décisions en matière d'actes et prestations et d'assurer le secrétariat du Haut Conseil des nomenclatures ;
- de fixer le ticket modérateur et la participation forfaitaire ;
- d'assurer les relations des régimes obligatoires de base de l'assurance maladie avec l'union nationale des organismes d'assurance maladie complémentaire ;
- de rendre un avis motivé et public sur les projets de loi et de décret relatifs à l'assurance maladie[2].

## Fonctionnement
L'Union nationale des caisses d'assurance maladie est dotée d'un conseil composé de membres désignés en leur sein par le conseil de la Caisse nationale de l'assurance maladie, l’assemblée générale du Conseil de la protection sociale des travailleurs indépendants et le conseil central d'administration de la Mutualité sociale agricole. Le collège des directeurs est composé du directeur de la Caisse centrale de mutualité sociale agricole et du directeur général de la Caisse nationale de l'assurance maladie, ce dernier assurant les fonctions de directeur général de l'union.

## Les URCAM
Les missions des URCAM étaient de :
- Définir une politique commune de Gestion du Risque, notamment dans le domaine des dépenses de soins de ville et établir un programme régional commun actualisé chaque année.
- Promouvoir et évaluer les actions de coordination des soins et la mise en œuvre des bonnes pratiques par les professionnels de santé et négocier et signer les accords prévus à cet effet.
- Veiller à la mise en œuvre par chaque caisse des actions de prévention et d’éducation sanitaire nécessaires au respect des priorités régionales de santé publique.
- Cogérer une mission régionale de santé avec l’ARH dans 4 domaines :
  - Répartition territoriale des professions de santé
  - Permanence des soins
  - Coordination des soins
  - Gestion du risque
- Participer à la gestion du Groupement Régional de Santé Publique.
- Participer à la vie conventionnelle au niveau régional en animant les commissions paritaires régionales (CPR des médecins libéraux, CPR des infirmiers et CSPR des masseurs kinésithérapeutes)
- Assurer la mise en œuvre et le suivi des contrats et des accords de bon usage des soins.

## Sources
1. ↑  Article 55 de la loi no 2004-810 du 13 août 2004 relative à l'assurance maladie
2. ↑  Article L182-2  du code de la sécurité sociale
3. ↑  Article L182-2-2 du code de la sécurité sociale